# Ulysses Llanez
Ulysses „Uly“ Llanez junior (* 2. April 2001 in Lynwood, Kalifornien) ist ein US-amerikanischer Fußballspieler mexikanischer Abstammung, der zumeist auf der Positions eines Stürmers zum Einsatz kommt.
Am 30. Dezember 2019 wurde er erstmals in die A-Nationalmannschaft der Vereinigten Staaten einberufen und debütierte am 1. Februar 2020 bei einem 1:0-Sieg in einem Freundschaftsspiel gegen Costa Rica, wobei er auch den einzigen Treffer der Begegnung erzielte.

## Vereinskarriere

### Karrierebeginn in Kalifornien
Ulysses Llanez wurde am 2. April 2001 in der Stadt Lynwood bei Los Angeles im US-Bundesstaat Kalifornien geboren und nach seinem Vater, Ulysses Perez Llanez senior, den er auch als sein größtes sportliches Vorbild ansieht, benannt. Im Alter von sechs Jahren begann er seine Laufbahn als Fußballspieler und spielte auch während seiner Schulzeit. Unter anderem kam er von der U-11 bis zur U-13 bei Barcelona USA, einem der Nachwuchsstützpunkte des FC Barcelona in den Vereinigten Staaten, zum Einsatz und gewann mit dem Klub zwei Staatsmeisterschaften. Im Jahre 2013 wechselte Llanez zur U-14-Mannschaft des Major-League-Soccer-Franchises CD Chivas USA. Dort war er daraufhin bis zur Auflösung des Franchises im Jahre 2014 aktiv und trat zuletzt für deren U-15-Mannschaft in Erscheinung. In weiterer Folge schloss sich der mexikanischstämmige Offensivspieler dem Nachwuchs des MLS-Franchises LA Galaxy an und war in der Saison 2015/16 noch vorrangig für dessen U-13-/U-14-Mannschaft im Einsatz. Bei 22 Meisterschaftsspielen in der regulären Spielzeit kam der torgefährliche Stürmer auf 22 Treffer und erzielte auch ein Tor in einem der drei Play-off-Spiele, die er am Ende der regulären Spielzeit absolvierte. Des Weiteren kam er erstmals in der U-15-/U-16-Mannschaft von Galaxy zum Einsatz; bei seinen drei Einsätzen als Ersatzspieler blieb er allerdings noch torlos.
Die darauffolgende Saison 2016/17 verbrachte Llanez abwechselnd bei der U-15-/U-16-Mannschaft und dem U-17-/U-18-Team von Los Angeles Galaxy. Während er in der regulären Saison in 17 Partien der U-15/U-16, von denen er in allen von Beginn an auf dem Spielfeld war, zum Einsatz gekommen war und dabei elf Treffer beigesteuert hatte, trat er für die U-17/U-18 in zwölf Meisterschaftsspielen von Beginn an in Erscheinung und erzielte sechs Tore. Hinzu kamen noch ein Play-off-Einsatz für die U-15-/U-16-Mannschaft, sowie drei Auftritte und ein Tor in den Play-off-Spielen der U-17-/U-18-Mannschaft. In den Jahren 2017/18 war der 1,78 m große Angriffsspieler gleich für mehrere Mannschaften des Franchises aus der kalifornischen Metropole im Einsatz. Neben der U-16-/U-17-Mannschaft, für die er ein reguläres Ligaspiel absolvierte und dabei einen Treffer beisteuerte, waren dies zudem Einsätze im U-18-/U-19-Team, sowie für die in der United Soccer League vertretene Reservemannschaft und zugleich zweite Profimannschaft des Franchises, LA Galaxy II. Für LA Galaxy U-18/19 kam Llanez in der Spielzeit 2017/18 auf elf Spiele, davon zehn von Beginn an, und drei Tore in der regulären Saison, sowie auf sechs Einsätze, davon allesamt von Beginn an, und drei Treffer in den nachfolgenden Play-offs. Nachdem er LA Galaxy zu zwei aufeinanderfolgenden Einzügen die Play-off-Finals (2017 und 2018) verholfen hatte, erfuhr das Nachwuchstalent auch einige individuelle Erfolge. So wurde er im Jahre 2018 unter anderem als West Conference U-16/17 Player of the Year ausgezeichnet und schaffte es zudem in die West Conference U-16/17 Best XI.
Wie bereits erwähnt trat Llanez in dieser Zeit parallel zu seiner Zeit an der U.S. Soccer Development Academy auch für LA Galaxy II in Erscheinung. Sein Debüt in einer Profiliga gab er dabei am 6. August 2017 bei einer 0:2-Niederlage seiner Mannschaft gegen Phoenix Rising, als er von seinem Trainer Mike Muñoz in der 88. Spielminute als Ersatz für Josh Turnley ins Spiel gebracht wurde. Bereits am 11. Mai 2017 war er bei einer 0:3-Heimniederlage gegen die Real Monarchs ohne Einsatz auf der Ersatzbank gesessen. Wenige Wochen nach seinem Profidebüt kam der Stürmer zu einem weiteren Einsatz in der damals bereits zweitklassigen nordamerikanischen United Soccer League, als er am 17. September 2017 bei einer 1:2-Auswärtsniederlage gegen Sacramento Republic in der 83. Minute für Tyler Turner eingewechselt wurde. Weitere Einsätze in der USL 2017, die LA Galaxy II in weiterer Folge auf dem 13. Platz der Western Conference beendete, blieben für Llanez in diesem Spieljahr aus.
Erst im darauffolgenden Spieljahr 2018 setzte Muñoz den jungen Offensivakteur wieder regelmäßiger ein. In der schwachen Anfangsphase Galaxys in dieser Spielzeit wurde Llanez des Öfteren auf der linken bzw. rechten Außenseite eingesetzt und kam am 23. April 2018, bei einem 1:1-Heimremis gegen die New York Red Bulls II, zu einem ersten Treffer in einem Pflichtspiel als Profi, als er in Minute 35 nach Vorlage von Ethan Zubak sein Team mit 1:0 in Führung brachte. Auch bei seinen beiden nächsten Ligaeinsätzen am 5. Mai, sowie am 27. Mai durfte sich Llanez als Torschütze eintragen. Danach wurden seine Meisterschaftseinsätze, vor allem aufgrund seiner Einsätze in den Nachwuchsnationalmannschaften der Vereinigten Staaten, die er zu dieser Zeit hatte, immer rarer. Nachdem er auch zwischendurch oftmals für mehrere Partien nicht zum Kader von LA Galaxy II gehört hatte, verzeichnete Llanez am 2. Juli 2018 seinen zehnten und damit auch letzten Einsatz in der USL 2018. Ähnlich wie im vorangegangenen Jahr konnte sich Galaxy abermals nicht gegen den Großteil der Konkurrenz durchsetzen und rangierte am Ende der regulären Saison auf dem 14. Platz der Western Conference.

### Wechsel nach Deutschland
Im Jahr 2019 gehörte er noch einige Zeit der Nachwuchs von LA Galaxy an, kam aber nicht mehr für die im März ins Spieljahr 2019 gestartete zweite Mannschaft des Franchises zum Einsatz. Stattdessen gab er am 2. April 2019, seinem 18. Geburtstag, via Twitter bekannt, einen Vertrag beim deutschen Bundesligisten VfL Wolfsburg unterschrieben zu haben. Bei den Wolfsburgern war er anfangs vorrangig für deren A-Jugend vorgesehen. Bereits im Oktober 2018 hatten US-amerikanische Medien von einem voraussichtlichen Wechsel des Angriffsspielers berichtet; erst mit dem Erreichen der Volljährigkeit konnte der Wechsel offiziell vonstattengehen. Sein Debüt in der Staffel Nord/Nordost der A-Junioren-Bundesliga gab Llanez in weiterer Folge am ersten Spieltag der Saison 2019/20, als er am 11. August 2019 beim 5:1-Heimsieg über die A-Jugend des FC St. Pauli von Beginn an und über die vollen 90 Minuten von seinem Trainer, dem ehemaligen Profi Thomas Reis, eingesetzt wurde und dabei zwei Treffer, sowie eine Torvorlage beisteuerte. Auch in den beiden darauffolgenden Meisterschaftsspielen traf der US-Amerikaner im Doppelpack, sodass er bereits nach drei Spielen auf sechs Treffer kam. Anfangs noch als Rechtsaußen bzw. im offensiven Mittelfeld eingesetzt, wurde er schon bald von Reis als Linksaußen eingesetzt – nur selten variierten seine Positionen daraufhin.
Nachdem er – nach dem Abgang von Thomas Reis und der Aufnahme der Trainertätigkeit durch Henning Bürger – alle drei Ligaspiele im September 2019 verpasst hatte, agierte er ab Oktober 2019 wieder äußerst torgefährlich und war ab Ende des Monats wieder eine Stammkraft in der Offensive der Wolfsburger. Bis zur Unterbrechung des Spielbetriebes aufgrund der COVID-19-Pandemie in Deutschland Mitte März 2020 hatte es Llanez bei 16 Meisterschaftsauftritten zu elf Treffern, sowie sechs Assists gebracht, womit er hinter Lenn Jastremski der bis dahin zweitstärkste Wolfsburg-Spieler in dieser Saison war. Nachdem sich die Wolfsburger im Kalenderjahr 2019 für das Sechzehntelfinale der UEFA Europa League 2019/20 qualifiziert hatten, wurde Llanez im Februar 2020 von Trainer Oliver Glasner für ebendieses gegen den Malmö FF erstmals in den Profikader geholt. Nur wenige Tage zuvor hatte der US-Amerikaner sein Debüt in der A-Nationalmannschaft seines Heimatlandes gegeben und hatte dabei auch den 1:0-Siegestreffer gegen Costa Rica erzielt. Im Einsatz war er für die Profis daraufhin nicht und gehörte danach wieder vorrangig zur vereinseigenen U-19-Mannschaft, trainierte aber nur wenige Wochen darauf erstmals mit der Profimannschaft. Bei einem 4:1-Auswärtssieg über Bayer 04 Leverkusen Ende Mai 2020 und einer 0:4-Heimniederlage gegen den FC Bayern München Ende Juni 2020 saß Llanez uneingesetzt auf der Ersatzbank der Profimannschaft in der Bundesliga.

### Als Leihspieler in den Niederlanden
Nachdem sein Vertrag bei den Grün-Weißen vorzeitig bis zum Sommer 2024 verlängert worden war, wurde der US-Amerikaner in weiterer Folge Mitte September 2020 umgehend bis zum Saisonende 2020/21 an den niederländischen Erstligisten SC Heerenveen verliehen. Bei den Niederländern gab er am 2. Oktober 2020, im Viertrundenspiel gegen den FC Utrecht, sein Meisterschaftsdebüt, als er von Trainer Johnny Jansen in der 67. Spielminute für Arjen van der Heide auf den Platz geschickt wurde und dort bis zum Spielende als Rechtsaußen agierte. Einen Tag später kam er als Linksaußen über die vollen 90 Minuten in einem Spiel der U-21-Mannschaft des SC Heerenveen gegen die U-21 von Almere City zum Einsatz. Nach seinem Debüt in der Eredivisie saß er regelmäßig auf der Ersatzbank der Profis und kam insgesamt zu fünf Ligaeinsätzen. Darüber hinaus brachte er es zu einem Kurzeinsatz im Erstrundenspiel des niederländischen Fußballpokals 2020/21 gegen TOP Oss.

### Leihe nach Österreich
Zur Saison 2021/22 wurde er an den österreichischen Zweitligisten SKN St. Pölten weiterverliehen, der zuvor eine Kooperation mit Wolfsburg eingegangen war. Für den SKN kam er in der Saison 2021/22 zu 25 Einsätzen in der 2. Liga, in denen er sechs Tore erzielte. Im Juni 2022 wurde sein Leihvertrag um eine weitere Saison verlängert. In der Saison 2022/23 absolvierte er dann 20 Zweitligapartien und erzielte fünf Tore.
In der Saison 2023/24 stand Llanez formal wieder bei den Wolfsburgern unter Vertrag. Aufgrund eines schweren Autounfalls in den USA konnte er jedoch nicht mehr nach Deutschland fliegen. Sein Vertrag endete ohne Rückkehr am 30. Juni 2024.

## Nationalmannschaftskarriere

### Von der U-14 bis zur U-18
Erste Erfahrungen in einer Nationalauswahl des US-amerikanischen Fußballverbands sammelte Llanez als 13-Jähriger bei einem Trainingscamp der US-amerikanischen U-14-Auswahl im Oktober 2014. Im Frühjahr nahm er mit ebendieser Auswahl an einem Trainingslager in Slowenien teil. Bei einem Spiel gegen den Nachwuchs des damaligen slowenischen Drittligisten NK Bravo, dessen Herrenmannschaft eben erst aus der Viertklassigkeit aufgestiegen war, erzielte Llanez am 11. Mai 2015 zwei Treffer. In den Jahren 2016 und 2017 nahm er mit der U-16-Nationalmannschaft der Vereinigten Staaten an verschiedenen Turnieren teil. So war er unter anderem im Torneo delle Nazioni 2016 im Einsatz und absolvierte zudem von Ende Oktober bis Anfang November 2016 das Freundschaftsturnier Val-de-Marne, sowie im Juni 2017 den International Dream Cup. Zwischen 2016 und 2017 kam er in mindestens neun U-16-Länderspielen der Vereinigten Staaten zum Einsatz und erzielte dabei drei Tore. Im Februar 2017 erhielt Llanez auch eine Einberufung in die mexikanische U-16-Nationalmannschaft.
Im Jahre 2017 verpasste er sowohl die Teilnahme seines Heimatlandes an der CONCACAF U-17-Meisterschaft 2017, als auch die Teilnahme an der im Herbst folgenden U-17-Weltmeisterschaft 2017. Dazwischen kam er allerdings im August 2017 in drei freundschaftlichen Länderspielen zum Einsatz, wobei er in einer Begegnung mit Russland einen Treffer beisteuerte. Unter Omid Namazi gab der 16-Jährige im Februar 2018 sein Debüt in der US-amerikanischen U-18-Auswahl. Bei zwei Freundschaftsspielen gegen die Alterskollegen aus Costa Rica im UCF Soccer and Track Stadium von Orlando, Florida, kam Llanez erstmals zum Einsatz. Nachdem er bei den vier U-18-Länderspielen im Mai 2018 abermals fehlte, kehrte er erst im August 2018, anlässlich des Václav-Ježek-Gedächtnisturnier in den US-amerikanischen U-18-Nationalkader zurück und gewann mit seinem Heimatland den sechsten Sieg dieses Gedächtnisturniers in sechs Jahren. Dabei wurde er von Javier Pérez in allen vier Spielen als Rechtsaußen eingesetzt, wobei ihm drei Torvorlagen, sowie ein Treffer gelangen. Den besagten Treffer erzielte er im Finalspiel gegen Japan, als er beim 5:3-Sieg im Elfmeterschießen seinen Schuss vom Elfmeterpunkte verwandelte.

### Einsätze für die US-amerikanische U-19-Auswahl und Debüt für das U-20-Team
Ebenfalls noch im Jahre 2018 nahm der 17-jährige Offensivakteur mit der US-amerikanischen U-19-Auswahl an dem im September stattgefundenen U.S. Soccer U-20 Men’s Invitational an der IMG Academy in Bradenton, Florida, teil. Dabei traten die U-19-Nationalmannschaft der Vereinigten Staaten, sowie die U-20-Männer der USA gegen die U-20-Auswahlen von Venezuela und Jamaika an. Llanez kam in allen drei Spielen zum Einsatz, erzielte das einzige Tor beim 1:0-Erfolg über die US-amerikanische U-20-Mannschaft und kam auf einen Treffer, sowie einen Assist im abschließenden 4:1 über Jamaika. Mit zwei Siegen und einem Remis gewann Llanez mit der U-19-Nationalelf dieses Miniturnier. Vor der CONCACAF U-20-Meisterschaft 2018, die im November 2018 in Bradenton ausgetragen wurde, gehörte Llanez ebenfalls zum U-19-Kader der USA. Bereits wenige Tage vor seinem 17. Geburtstag hatte er im März 2018 bei einem Freundschaftsspiel gegen Frankreich sein Debüt für die U-20-Auswahl der Vereinigten Staaten gegeben.

### Erfolgreiche Zeit mit den US-amerikanischen U-20-Männern
Nachdem er bereits an der Vorbereitung darauf teilgenommen hatte, gehörte der mexikanischstämmige Offensivakteur bei der CONCACAF U-20-Meisterschaft 2018 zur Stammformation der US-Amerikaner. Größtenteils von Tab Ramos als Linksaußen eingesetzt, kam Llanez auf Einsätze in sechs der acht Spiele seines Heimatlandes, wobei er insgesamt sieben Tore, sowie drei Assists beisteuerte. Hervorzuheben ist dabei unter anderem der 13:0-Kantersieg über die Amerikanischen Jungferninseln, bei dem er die ersten 45 Minuten absolvierte und dabei mit drei Treffern und drei Torvorlagen an allen sechs in dieser Halbzeit erzielten Toren seines Heimatlandes beteiligt war. Aufgrund dieser Leistung wurde er in weiterer Folge als Spieler des dritten Spieltages ausgezeichnet. Am Ende gewannen die US-Amerikaner, die in all ihren acht Spielen siegreich waren, zum zweiten Mal in Folge die CONCACAF U-20-Meisterschaft. Am Ende des Turniers wurde er als einer von acht US-Amerikanern (neben drei Mexikanern) in die Best XI des Turniers gewählt. Am Ende des Jahres war er als U.S. Soccer Young Male Player of the Year nominiert, musste sich dabei allerdings Alex Méndez geschlagen geben.
Im darauffolgenden Jahr vertrat er sein Heimatland bei der im März in Spanien ausgetragenen Vorbereitung auf die U-20-Weltmeisterschaft 2019 und kam dabei in allen drei Partien zum Einsatz, wobei er allerdings torlos blieb. Bei der zwischen Mai und Juni 2019 ausgetragenen U-20-WM, für die sich die vier besten Teams der CONCACAF-U-20-Meisterschaft qualifiziert hatten, gehörte er ebenfalls zum 21-köpfigen Spieleraufgebot der Vereinigten Staaten. Neben David Ochoa, Konrad de la Fuente und dem nachnominierten Julián Araujo war er somit einer von vier Spielern im Kader, die im Jahre 2001 geboren wurden und deshalb auch für die U-20-Weltmeisterschaft 2021 spielberechtigt wären. Bei der Endrunde in Polen kam Llanez, der in den ersten beiden Gruppenspielen ohne Einsatz auf der Ersatzbank gesessen war, erstmals im dritten Gruppenspiel gegen Katar zum Einsatz, als ihn Ramos in der 63. Spielminute für Konrad de la Fuente auf das Feld schickte. Einen ebenso langen Einsatz verzeichnete der als Rechtsaußen zum Einsatz kommende Akteur im nachfolgenden Achtelfinalspiel gegen Frankreich, ehe er mit der Mannschaft im Viertelfinale gegen Ecuador knapp mit 1:2 ausschied. Llanez war in dieser Begegnung ab der zweiten Halbzeit im Einsatz.

### Debüt in der A-Nationalmannschaft der Vereinigten Staaten
Danach vergingen über sieben Monate ohne einen einzigen Länderspieleinsatz von Llanez, der im Dezember 2019 – zu diesem Zeitpunkt noch in der A-Jugend des VfL Wolfsburg im Einsatz – überraschend von Gregg Berhalter, den Trainer er US-amerikanischen A-Nationalmannschaft, für ein im Januar 2020 in Doha stattfindendes Trainingslager in ebendiese einberufen wurde. Eigentlich hätte Llanez im Dezember 2019 mit der US-amerikanischen U-20-Auswahl an einem Trainingscamp teilgenommen, was jedoch aufgrund der Teilnahme am Trainingslager der Herren für ihn nicht zustande kam. Nachdem das Trainingslager allerdings aufgrund der vorherrschenden Situation in der Region abgesagt worden war, setzte ihn Berhalter dafür am 1. Februar 2020 bei einem Testspiel gegen Costa Rica im Dignity Health Sports Park in Carson, Kalifornien, von Beginn an ein. Im Spiel verwandelte er nach einem Foul der Costa-Ricaner an Reggie Cannon in der 50. Spielminute den Elfmeter, der für den 1:0-Endstand reichte. Nachdem er in der 69. Spielminute die Gelbe Karte erhalten hatte, wurde er vier Minuten später durch Jonathan Lewis ersetzt.
Am 3. November 2020 wurde er von Berhalter für zwei freundschaftliche Länderspiele in Europa in das US-amerikanische Spieleraufgebot, das nahezu ausschließlich aus Spielern von europäischen Vereinen bestand, geholt. Dabei kam er im ersten Spiel gegen Wales, einem 0:0-Remis, ab der 71. Spielminute für Konrad de la Fuente auf den Rasen. Beim nachfolgenden 6:2-Erfolg über Panama in der Wiener Neustadt Arena in Österreich stand Llanez erstmals in der Startformation des US-Nationalmannschaft und wurde ab der 62. Minute durch Timothy Weah ersetzt. Neben Reggie Cannon und Sebastian Lletget ist Ulysses Llanez einer von drei Spielern, die im Kalenderjahr 2020 in jedem Spiel der US-amerikanischen Fußballnationalmannschaft zum Einsatz gekommen waren.

## Erfolge
mit der US-amerikanischen U-20-Nationalmannschaft
- Sieger der CONCACAF U-20-Meisterschaft: 2018

Individuelle Erfolge
- Wahl in die Best XI der CONCACAF U-20-Meisterschaft: 2018
- Nominierung für Wahl zum U.S. Soccer Young Male Player of the Year: 2018